# Яцкевич Герасим
Яцке́вич (Яцькевич, Яськевич) Гера́сим (роки народження і смерті невідомі) — козацький полковник і дипломат за Хмельниччини, родич Богдана Хмельницького.
Народився  в Луцьку в родині священника, який походив з Білорусі.
Спочатку реєстровий козак, з 1648 року — звягельський наказний полковник. Брав участь у боротьбі проти поляків.
За дорученням Богдана Хмельницького, учасник посольства до Польщі (1652), а в серпні 1653 року — до Москви (у справі спільної дії проти Польщі).